# Walckenaeria allopatriae
Walckenaeria allopatriae là một loài nhện trong họ Linyphiidae.
Loài này thuộc chi Walckenaeria. Walckenaeria allopatriae được miêu tả năm 1986 bởi Rudy Jocqué & Scharff.